# Shiprock
Shiprock (in navajo: Tsé Bitʼaʼí, letteralmente "roccia con le ali" o "roccia alata") è una formazione rocciosa (monadnock) alta 482 metri, situata in una zona desertica della Riserva Navajo nella contea di San Juan, nello Stato del Nuovo Messico, negli Stati Uniti. È situata a 2 188 metri sul livello del mare, a circa 17 km a sud-ovest della cittadina di Shiprock, che prende il proprio nome dalla montagna.
Di proprietà della Riserva Navajo, la formazione è situata nella regione dei Four Corners e svolge un ruolo importante nella religione, storia e tradizione dei Navajo. Si trova al centro dell'area occupata dai Popoli Ancestrali, meglio noti come Anasazi, un popolo di nativi americani. Shiprock è un punto di interesse per alpinisti e fotografi ed è apparso in diverse produzioni cinematografiche e romanzi. È il punto di riferimento più importante nel nord-ovest del Nuovo Messico. Nel 1975, Shiprock è stato designato come monumento naturale nazionale dal National Park Service.